# Высоково (Кологривский район)
Высоково (Высоково-Полома)   —   деревня в Кологривском районе Костромской области.

## Географическое положение
Расположена на высоком левом берегу Унжи в юго-восточной части района, в 32 км от районного центра — г. Кологрива и 33 км от ближайшей железнодорожной станции Северной железной дороги — Мантурово, в 240 км от Костромы, в 500 м от автодороги Кологрив-Елизарово.

## История и административно-территориальное деление
Впервые упоминается в летописи в 1616 году. Входила в Паломскую волость Кологривского уезда. До октября 1928 г. относилась к Кологривскому уезду, в 1929—1931 гг. в составе Высоковского с/с входила в состав Межевского района, в 1931—1935 г. в Мантуровский район Горьковского края, в 1936—1944 — в Межевской район Горьковского края, а затем Костромской области. С 1965 г. Высоковский с/с относится к Кологривскому району.
Двойное название Высоково-Палома образовано после того, как были объединены в один населённый пункт д. Высоково, стоящая на бывшей грунтовой автодороге Елизарово-Кологрив (участок Нового вятского тракта) и с. Дмитриевское (Палома), стоящее под горой, почти на берегу р. Унжи.

## Достопримечательности и объекты культурного наследия
- Церковь Дм. Солунского с колокольней, построена в 1824 г. на средства прихожан. Закрыта в 1930-е, разрушена в 1970-е годы. Восстановлена в деревянном исполнении (в меньшем размере) в 2002 году[2], освящена Архиепископом Костромским и Галичским Александром 23 июля 2002 года. В 1911 году в церкви было 4900 прихожан и 37 приходских селений.
- Усадьба конца XIX века — жилой дом с флигелем в традициях позднего классицизма кологривского купца 2-й гильдии Н. В. Бушуева (ул. Центральная, д. 7а).
- Памятник воинам-землякам, погибшим в Великой Отечественной войне (1988 г).
- В 2 км на юго-восток расположена бывшая усадьба Шаёво — родина поэта-декабриста П. А. Катенина, друга А. С. Пушкина.

## Население
| 2008 | 2010 | 2014 |
| ---- | ---- | ---- |
| 126  | ↘0   | ↗113 |

В 1877 г. в д. Высоково было 15 дворов и 59 жителей, в усадьбе Высоково 1 двор и 2 жителя, в с. Дмитриевское (Палома) 5 дворов и 25 жителей. 3 ежегодных ярмарки и еженедельные базары. В 1907 г. в д. Высоково проживало 63 души, было 14 дворов. Был шерстяной промысел и производство клёпки. в 1926 г. в д. Высоково 19 дворов, 81 житель; в с. Палома 12 дворов и 26 жителей.

## Учреждения и организации
Школа — построена в 1881 году как земская, находилась в с. Палома. На 1 января 1921 г. значится как Паломская единая трудовая школа 1 ступени, в школе было 5 классов, обучалось 106 детей, было 5 преподавателей и 1 служащий. В школе имелась библиотека и интернат. В 1965/66 учебном году школа уже называется Высоковская восьмилетняя школа, учащихся — 86, проживало в интернате 18. При школе был учебно-опытный участок площадью 1,5 га, в том числе сад 0,6 га. В 1971/72 учебном году в школе 54 ученика и 8 учителей. Прекратила своё существование в 2004 году, проработав 123 года.
Библиотека была открыта в 1905 году, находилась в д. Высоково. Это была народная библиотека. По другим данным, Паломская волостная библиотека основана в 1899 году и имела 355 книг. На пополнение фондов ежегодно (до 1906 года) получала от волости 25 рублей.
Детский сад — строительство было закончено в 1976 году. Закрыт в конце 1990-х или в 2000-е.
Дом культуры — большое двухэтажное здание ДК, построенное в 1970-е годы, в настоящее время не используется. Высоковский клуб-библиотека располагается в здании бывшей школы.
Колхоз «Дружба». Центральная усадьба колхоза, который прекратил существование в начале 2000-х, располагалась в д. Высоково. Казановская ферма колхоза неоднократно признавалась лучшей в районе, обеспечивавшей наибольший удой на корову (более 3500 кг молока). Площадь пашни в середине 1990-х гг. составляла 1189 га.
Сельский совет. Исполком Высоковского сельского совета располагался в д. Высоково, на 2 этаже ДК, а в последние годы — в здании бывшей школы. Ликвидирован в июне 2010 года путём присоединения к Ильинскому с/с (Ильинскому сельскому поселению).
Маслосырзавод закрыт в начале 1980-х.
Участковая больница в настоящее время работает как ФАП.
Чайная закрыта после постройки асфальтированной автодороги Кологрив-Елизарово, примерно в конце 1970-х — начале 1980-х.
Почтовое отделение Высоко-Палома работает в настоящее время 3 дня в неделю. Индекс 157447
Молочно-товарные фермы закрыты.
Пилорамы — последняя закрылась в 2017 году.

## Прочие объекты
В деревне имеется центральный водопровод, построенный в конце 1970-х гг. и действующий в настоящее время. Магистральная линия выполнена из пластиковых труб.
Вышка сотой связи МТС, построена в середине 2000-х на бывшем школьном стадионе.
Берёзовая аллея, спускающаяся от здания ДК до бывшей церкви (сохранилась частично из-за возраста деревьев)

## Известные уроженцы
- Кудрявцев, Александр Георгиевич  (1901—1978) — советский военный деятель, генерал-майор.